# Paul Cadéac
Pour les articles homonymes, voir Cadéac (homonymie).
Paul Cadéac est un producteur de cinéma et un directeur de production français, né le 28 juin 1918 à Agen (Lot-et-Garonne), mort le 9 janvier 2004  à Noisy-le-Grand (Seine-Saint-Denis). 

## Biographie
Paul Cadéac a produit un grand nombre de succès du cinéma populaire français des années 1950 et 1960, essentiellement réalisés par André Hunebelle. Paul Cadéac est également le réalisateur d'un unique long métrage, Quai des blondes, en 1954.

## Filmographie
- 1948 : Carrefour du crime de Jean Sacha
- 1953 : Mon mari est merveilleux d'André Hunebelle
- 1954 : Cadet Rousselle d'André Hunebelle
- 1955 : L'Impossible Monsieur Pipelet d'André Hunebelle
- 1955 : Série noire de Pierre Foucaud
- 1956 : Mémoires d'un flic de Pierre Foucaud
- 1956 : Mannequins de Paris d'André Hunebelle
- 1957 : Casino de Paris
- 1958 : Taxi, Roulotte et Corrida d'André Hunebelle
- 1958 : Les Misérables de Jean-Paul Le Chanois
- 1958 : Les femmes sont marrantes d'André Hunebelle
- 1958 : Suivez-moi jeune homme de Guy Lefranc
- 1959 : Arrêtez le massacre d'André Hunebelle
- 1959 : Le Bossu d'André Hunebelle
- 1960 : Les Années Folles d'Henri Torrent et Mirea Alexandresco
- 1960 : Le Capitan d'André Hunebelle
- 1961 : Le Miracle des loups d'André Hunebelle
- 1962 : Les Mystères de Paris d'André Hunebelle
- 1963 : OSS 117 se déchaîne d'André Hunebelle
- 1963 : Méfiez-vous, mesdames d'André Hunebelle
- 1964 : Banco à Bangkok pour OSS 117 d'André Hunebelle
- 1964 : Fantomas d'André Hunebelle
- 1965 : Furia à Bahia pour OSS 117 d'André Hunebelle
- 1965 : Fantomas se déchaîne d'André Hunebelle
- 1966 : Atout cœur à Tokyo pour OSS 117 de Michel Boisrond
- 1967 : Fantomas contre Scotland Yard d'André Hunebelle
- 1967 : Le Vieil Homme et l'Enfant de Claude Berri
- 1967 : Estouffade à la Caraïbe de Jacques Besnard
- 1968 : Le Rapace de José Giovanni
- 1970 : La Horse de Pierre Granier-Deferre
- 1975 : Un jour, la fête (Big Bazar)